# 巴里 (紐約州)
巴里（英語：Barre）是一個位於美國紐約州奧爾良縣的鎮。

## 人口
根據2020年美國人口普查的數據，巴里的面積為142.58平方千米，當中陸地面積為142.55平方千米，而水域面積為0.03平方千米。當地共有人口1843人，而人口密度為每平方千米13人。